# Bryobia bakeri
Bryobia bakeri är en spindeldjursart som först beskrevs av Zaher, Gomaa och El-Enany 1982.  Bryobia bakeri ingår i släktet Bryobia och familjen Tetranychidae. Inga underarter finns listade.